# Ha Yeo-jin
Yeo-jin Ha (sinh ngày 4 tháng 2 năm 1986) là một nữ diễn viên người Hàn Quốc, được biết đến với phim Xuân, hạ, thu, đông rồi lại xuân (2003) và 1% của Anything (2003).

## Danh sách phim
| Tựa đề                           | Năm  | Vai      | Ghi chú | Ref. |
| -------------------------------- | ---- | -------- | ------- | ---- |
| Xuân, hạ, thu, đông rồi lại xuân | 2003 | The Girl |         |      |
| 1% của Anything                  | 2003 |          |         |      |